# Thymus ladjanuricus
Thymus ladjanuricus là một loài thực vật có hoa trong họ Hoa môi. Loài này được Kem.-Nath. miêu tả khoa học đầu tiên năm 1938.